# Xã Spencer, Quận Allen, Ohio
Xã Spencer (tiếng Anh: Spencer Township) là một xã thuộc quận Allen, tiểu bang Ohio, Hoa Kỳ. Năm 2010, dân số của xã này là 3.067 người.